# Рађоли (Фиренца)
Рађоли је насеље у Италији у округу Фиренца, региону Тоскана.
Према процени из 2011. у насељу је живело 162 становника. Насеље се налази на надморској висини од 510 м.